# Torta di patate (Trentino)
La torta di patate è una torta salata tipica della cucina trentina, in particolare nelle valli di Non e di Sole e nella valle dell'Adige.

## Descrizione
L'impasto a base di patate è lo stesso di quello del tortel di patate, la differenza sta nella cottura: la torta viene cotta in forno mentre il tortel viene fritto in padella. La ricetta consiste nel grattugiare le patate crude precedentemente pelate per ottenere una pasta a cui si aggiungono sale ed eventualmente farina per asciugare e dare consistenza. La torta viene di solito accompagnata da salumi e formaggi trentini, fagioli, verdure o altri contorni a piacere. Viene talvolta addolcita con marmellate o confetture.
La torta di patate è un piatto tipico popolare, spesso si può mangiare alle sagre paesane accompagnato solitamente da vini rossi locali come il Teroldego o il Marzemino.